# Långtjärnarna (Bodsjö socken, Jämtland)
Långtjärnarna är en sjö i Bräcke kommun i Jämtland och ingår i Ljungans huvudavrinningsområde.